# Villarrica (miasto w Kolumbii)
Villarrica – miasto w Kolumbii, w departamencie Tolima.